# Enfleurage
Enfleurage Hajasibara Megumi hatodik nagylemeze, mely 1995. március 3-án jelent meg a King Records kiadó jóvoltából. Mivel ekkoriban jött be a japán TV-kbe a Slayers anime, melynek szinkronmunkássága nagyon népszerűvé tette az énekesnőt, ezáltal az album is nagyon ismert, és népszerű lett. Az Oricon japán lemezeladási lista hatodik helyéig jutott el.

## Dalok listája
1. It’s Destiny (Jatto Meguri Aeta) (It's DESTINY ~やっと巡り会えた~?, ’Ez a sors (végre újra együtt)’) 5:19
2. Reicarnation (Reinkarnáció) 3:55
3. Harikitte Trying! (はりきって Trying?, ’Próbálj meg mindent’) 4:42
4. Forever Dreamer (Örök álmodozó) 4:50
5. Touch & Go!! (Fogd és vidd!!) 4:28
6. Vatasi Dake no Jume he (私だけの夢へ?, ’Csak az álmomban’) 4:41
7. Daremo Siranai Mirai wo Dakisimete (誰も知らない未来を抱きしめて?, ’Senki nem tudja mit tartogat a jövő’) 5:29
8. Sunday Afternoon (Vasárnap délután) 4:29
9. Joru vo Buttobasze (夜をぶっとばせ?) 4:19
10. Space Lonely Soldier (Aki Version) (Űrbéli magányos katona) 5:05
11. Until Strawberry Sherbet (Dual Vocal Version) - Közreműködő: Gregg Lee (Az eperfák alatt) 5:16
12. My Dear (New version) (Kedvesem) 3:44
13. Kokono no Planet (Nuku Nuku Version) (心のプラネット <Nuku Nuku version>?, ’Szívem bolygója’) 5:28
14. Fai Fai Tu! 4:05
15. Macsi he Dejó (街へ出よう?, ’Elhagyom a várost’) 3:55